# 貞享騒動
貞享騒動（じょうきょうそうどう）とは、1686年（貞享3年）に信濃国松本藩で発生した百姓一揆である。中心となった多田加助の名前から、加助騒動とも呼ばれる。

## 経緯
1686年の安曇平における作柄は、例年と比べて不作であったが、松本藩は年貢1俵あたりの容量を3斗から3斗5升に引き上げる決定を行った（1斗=18.039リットル、1升=1.8039リットルに換算）。周辺藩の基準は1俵あたり2斗5升であり、1.4倍以上（軽度の脱穀作業も求められたため）という著しい増税状態となった。
また、灌漑が未発達だった当時の安曇野平では、生産する米の7割が長いノギの付く赤米であり、以前はノギが付いたままの赤米を換算して納めさせていた。藩は換算比の変更と伴にノギの除去作業を命じたが、ただでさえ忙しい脱穀と俵詰めの間にノギ取り作業を加えることは農民にとって重労働だった。
安曇郡長尾組（組は藩領を分割する大単位、現在の長野県安曇野市三郷・堀金地域）中萱村の元庄屋、多田加助（嘉助）を中心とした同志11名は、ひそかに中萱の熊野神社拝殿に集まり百姓たちの窮状を救うための策を練った。その結果松本の郡奉行所へ行って直接郡奉行に1俵あたり2斗5升への減免等を求める5か条の訴状を提出することになった。実行日は10月14日。この計画が藩内各組に伝わったため、1万とも伝えられる百姓が松本城周辺へ押し寄せる騒ぎとなった。
当時の藩主、水野忠直は、参勤交代のため不在であった。事態を重く見た城代家老は、早々に騒動を収拾するべく、10月18日に多田加助ら百姓側の要求をのむとして引き取らせた。そして、翌19日の夜組手代らに年貢減免するとの回答書を手渡した。一方、江戸表の藩主に早馬で注進。藩主の裁可を得た上で年貢減免の約束を反故にし、翌月関係者の捕縛に臨んだ。最終的には11月22日、多田加助とその一族、同志は、安曇郡（中萱村、楡村、大妻村、氷室村）の者は勢高刑場で、筑摩郡（三溝村、堀米村、浅間村、岡田村、梶海渡村、執田光村）の者は出川刑場で、磔8名（加助、善兵衛含む）、獄門20名の極刑に処された。処刑された者の中には加助の参謀格であった小穴善兵衛の16歳になる娘しゅんも含まれる（当時の習慣としては女子が処刑されるのは異例）。さらに、善兵衛の妻さとが正月明けに出産した男児にも死刑宣告が下された（ただし、翌月にその男児が病死したため処刑とはならなかった）。騒動の後、2斗5升までの年貢の減免は認められなかったが、元通りの3斗に引き下げられ、ノギ取り作業は免除されることになる。
一説には、江戸詰であった鈴木伊織という一藩士が多田らへの仕置きに反対し、藩主から処刑中止の許しを得たという。鈴木は自ら騎馬で伝達に走ったが、松本に入った付近で乗馬が倒れ、鈴木自身も昏倒したために処刑に間に合わなかったという。馬が倒れた場所は「駒町」として地名に残っている。鈴木は領民保護に尽力した事で知られ、その徳を讃え名付けられた「伊織霊水」という井戸が松本市内に復元保存されている。
また、勢高刑場は現市立丸ノ内中学校付近もしくは敷地内であり、校長室には嘉助騒動で処刑された遺体の発掘状況を記した模型が存在する。なお、中学校は松本城を見下ろす高台にあり、敢えて松本城を望む状況で処刑されたことが分かる。多田は刑死の際に松本城を睨みつけ、その瞬間に天守閣が傾いたという伝承が残る。

## 加助神社
1725年、時の藩主水野忠恒が江戸城内で刃傷沙汰に及び改易となり、知行権が戸田松平家に移ったのを契機に義民の顕彰が始まった。事件発生後50年を迎えた1736年、多田家では加助や処刑された一族を祀る祠を屋敷神として敷地内に建てた。また、貞享騒動五十年忌の供養塔も地元の人々によって楡（小穴善兵衛の地）の精進場に建てられた。騒動二百年祭（1880年）に際しては多田家の祠を旧郷倉跡に移し、社殿を造営。これが加助神社の始まりである。その際、多田家以外の義民も合祀された。なお、明治になって水野家から加助坐像と金一封が加助神社に寄贈された（この坐像は騒動後、「加助のたたり」を怖れた元藩主水野氏が作らせて邸内に置いてあったもの）。またこの際、水野忠直も合祀された。

## 自由民権運動と貞享騒動
明治近代国家成立後、加助ら犠牲者の権力への抵抗の姿勢が、「時の民権家」として自由民権運動の中に織り込まれていくことによって「義民化・物語化」が進むことになる。1878年に地元出身の松沢求策が民権家加助をテーマに新聞寄稿を始め、翌年「民権鑑加助の面影」として脚色、松本常盤座で初演、穂高ほか各地で上演され、広く好評を博した。こうして貞享騒動は、民権運動を推進していく手段として高く評価されつつ人々の間に深く浸透していった。加助ら義民をよみがえらせたものは、こうした自由民権運動のような歴史創造の営みだったのである。また、木下尚江らによる中信地方における普選運動にも影響を与えた。1916年には半井桃水の新聞小説「義民加助」が朝日新聞に連載され、全国的に知られることとなった。

## 義民塚
1950年10月16日、松本市城山の南斜面（勢高神社裏）における市立丸ノ内中学校建設現場にて人骨が発見された。約1か月後の11月17日までに合計18体の人骨が確認された。そのうちの1体だけ（最初に見つかった人骨）埋葬の仕方が他と違い、残りの17体とは別の原因で埋められたと考えられた。また、当時の歴史・医学関係の研究者により17体の人骨は貞享騒動刑死者たちのものであり、この勢高の地が松本藩の臨時の刑場跡とされた。1952年にはその慰霊のための義民塚もつくられた。（鳥羽とほる著の随筆「中央線」より）

## 貞享義民社
1950年代後半には石の鳥居の建立、拝殿や社務所の新築と加助神社の形も整ってきた。そして1960年、神社本庁より宗教法人「貞享義民社」と認められた。春秋2回の例大祭が奉賛講の人々により執り行われている。1986年の騒動300年祭を記念して大糸線最寄の駅中萱駅の駅舎を貞享義民社に模して改築した。

## 貞享義民記念館
1992年11月、この騒動を顕彰して貞享義民社のむかいに貞享義民記念館が開館。

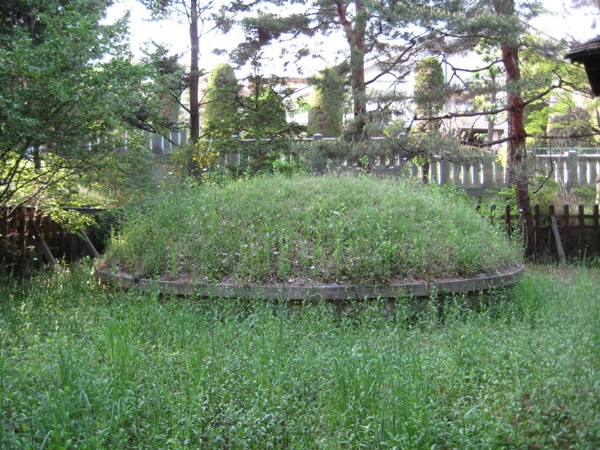
義民塚
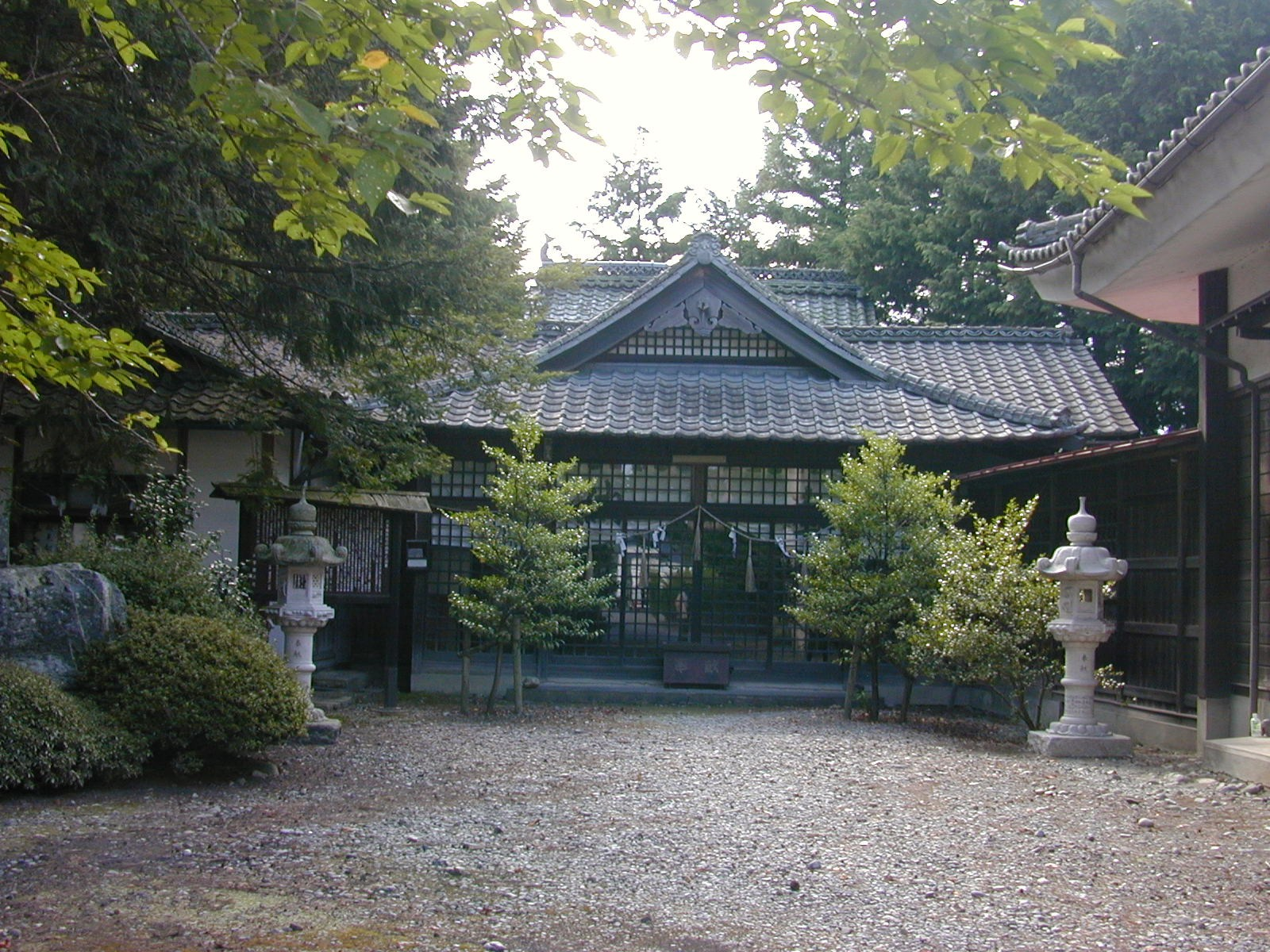
貞享義民社
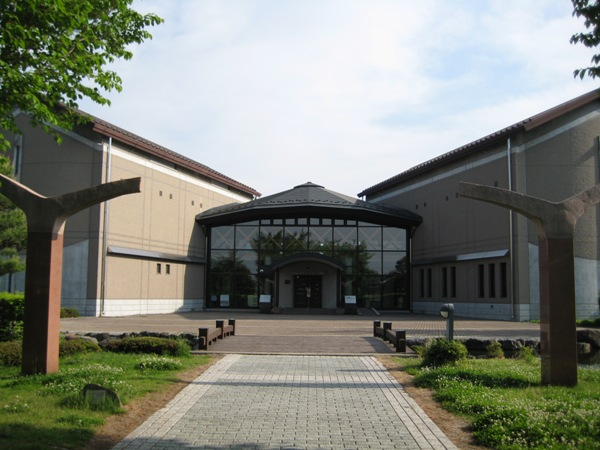
貞享義民記念館正面
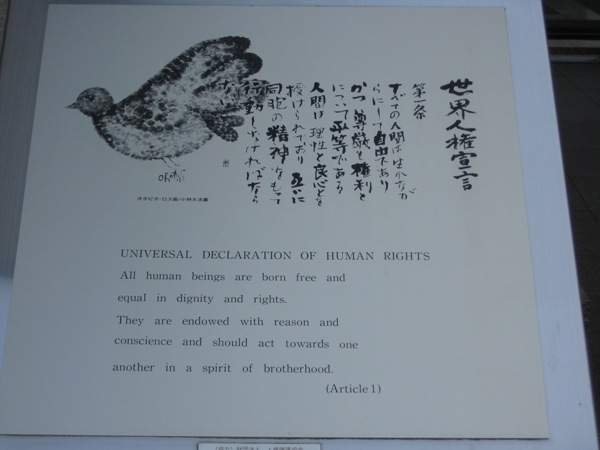
世界人権宣言の碑文

## 註
1. 1 2  福嶋 2016, pp. 170–186.
2. ↑  後に従兄弟が駿河沼津藩主として大名に返り咲いた
3. ↑  田中薫著「貞享義民一揆の実像」p.24
4. ↑  中島博昭著「探訪・安曇野」

## 関連
- 多田加助